# Felipe Verdugo Bartlett
Felipe Verdugo Bartlett (Santa Cruz de Tenerife, 1860-La Habana, 1895) fue un pintor y militar español.

## Biografía
Nacido en 1860 en Santa Cruz de Tenerife, era hijo del militar Federico Verdugo (f. 1901) y de Julia Bartlett (1842-1883), además de hermano del poeta Manuel Verdugo Bartlett. Felipe, que continuó la tradición familiar e ingresó en el ejército, cultivó la acuarela y el dibujo. Habría influido en la vocación del también canario Francisco Bonnín Guerín por la pintura. Falleció el 30 de marzo de 1895 en La Habana.